# Otto Orseolo
Otto Orseolo, född 992, död 1032 i Konstantinopel, var doge av Venedig från 1008 till 1026. 

Han var Pietro II Orseolo och Maria Candianos tredje son och efterträdde sin far som doge sexton år gammal, vilket gör honom till den yngste dogen i Venedigs historia. Sitt namn fick Otto för att hedra den tysk-romerska kejsaren Otto III, som också var sponsor vid hans konfirmation.